# 黃岳牧
黃岳牧（?—?），字瑞伯，號訒齋，福建晉江人，清朝政治人物。
黃岳牧為雍正元年（1723年）癸卯恩科第三甲進士。官景山教習，雍正三年（1725年）授職檢討。歷官江西按察使，後降任湖南衡州府知府。